# Paxillus involutus
Paxillus involutus és una espècie de fong de l'ordre dels boletals (Boletales). És un fong verinós; es creia que era comestible, però ara se sap que destrueix els glòbuls vermells quan es consumeix amb freqüència.

## Morfologia
El barret d'aquest bolet mesura de 8 a 15 cm de diàmetre. De jove és umbonat i, en envellir, es deprimeix. El marge és solcat i molt enrotllat, sobretot de jove. La cutícula és viscosa en temps humit, mat i brillant en temps sec, vellutada al marge. És de color bru rogenc o bru olivaci, enfosquint-se ràpidament a la pressió.
Les làmines de l'himeni es presenten juntes, anastomitzades i decurrents. El seu color és ocre grogós, tacant-se ràpidament al tacte igual que el barret. Les làmines, igual que la resta d'espècies d'aquest gènere, se separen fàcilment de la carn.
El peu és central o una mica excèntric, cilíndric i massís.Sovint es presenta corbat, engruixit a l'àpex i atenuat a la base. Del mateix color del barret, més rogenc a la base.
La carn és de consistència tova, de color ocre pàl·lid i lleonat a la base del peu, i s'enfosqueix a l'oxidar-se amb l'aire o al fregament. La seva olor és fúngica i el sabor és aspre.

## Hàbitat
Es pot trobar en boscos de coníferes i planifolis micorrizant diferents arbres, des de l'estiu fins a la tardor.

## Comestibilitat
És un bolet tòxic, fins i tot mortal.
S'havia considerat comestible, però el seu consum pot provocar una síndrome hemolítica greu, caracteritzada per trastorns gastrointestinals, hipertensió, hemòlisi, més tard hipotensió i insuficiència renal greu.

## Espècies semblants
Paxillus rubicundulus és una espècie propera, però és de mida més petita, amb esquames al barret, amb el marge més agut i no tant solcat, i creix sota verns.